# Flughafenfeuerwehr Düsseldorf
Die Flughafenfeuerwehr Düsseldorf ist eine staatlich anerkannte und angeordnete Werkfeuerwehr. Sie besteht aus einer Hauptwache (Wache Süd) und einer ICAO-Wache (Wache Nord) und ist die größte Werkfeuerwehr in Nordrhein-Westfalen.

## Personal
Der Flughafen Düsseldorf (Flughafen Düsseldorf GmbH) beschäftigt rund 172 Frauen und Männer bei der Werkfeuerwehr, die im 24 Stunden Dienst den Brandschutz am Flughafen sicherstellen. Das Personal ist auf zwei Wachabteilungen (jeweils drei Dienstplangruppen) und den Tagesdienst (Führungsdienst) aufgeteilt.

## Aufgaben
Die Hauptaufgaben der Flughafenfeuerwehr bestehen in der Gefahrenabwehr, dem Brandschutz und dem Rettungsdienst.
Es gibt noch mehrere Funktions-/Sachgebiete. Darunter fallen die Atemschutzwerkstatt, die Feuerlöscherwerkstatt, KFZ, Geräteprüfung, Leitstelle, Einsatzplanung, Küche, Rettungsdienstlager, Ausbildung, PSNV und Socialmedia.

## Fuhrpark
Die Flughafenfeuerwehr Düsseldorf besteht aus einem Gebäudelöschzug und einem ICAO-Löschzug. Außerdem hält die Feuerwehr einige Sonderfahrzeuge vor.

### Gebäudelöschzug
Der Gebäudelöschzug ist für diverse Feuerwehreinsätze am Düsseldorfer Flughafen zuständig. Dieser deckt den Bereich auf der Vorfeldseite (Sicherheitsbereich Flughafen) ab, sowie den Bereich auf der Straßenseite (öffentlicher Bereich Flughafen) und besteht aus folgenden Fahrzeugen:
- Einsatzleitwagen ELW 1-1[2] (Besatzung 1/1 Maschinist/B-Dienst)
- Hilfeleistungslöschfahrzeug HLF-1[3] (Besatzung 1/4 Maschinist/Gruppenführer/Angriffstrupp/Melder)
- Hilfeleistungslöschfahrzeug HLF-2[4] (Besatzung 1/3 Maschinist/Gruppenführer/Angriffstrupp)
- Gerätewagen Gefahrgut GW-G-1[5] (Besatzung 1/1 Maschinist/Truppführer)
- Drehleiter DLK 23-1[6] (Besatzung 1/1 Maschinist/Truppführer)
- Kleineinsatzfahrzeug KEF-1[7] (Besatzung 1 Wassertruppführer)
- Mehrzweckfahrzeug MZF-1 (Besatzung 1 Wassertruppmann)
- Rettungswagen RTW-2[8] (Besatzung 1/1 Maschinist/Teamführer)
- Rettungswagen RTW-4[9] (Besatzung 1/1 Maschinist/Teamführer)

### ICAO-Löschzug

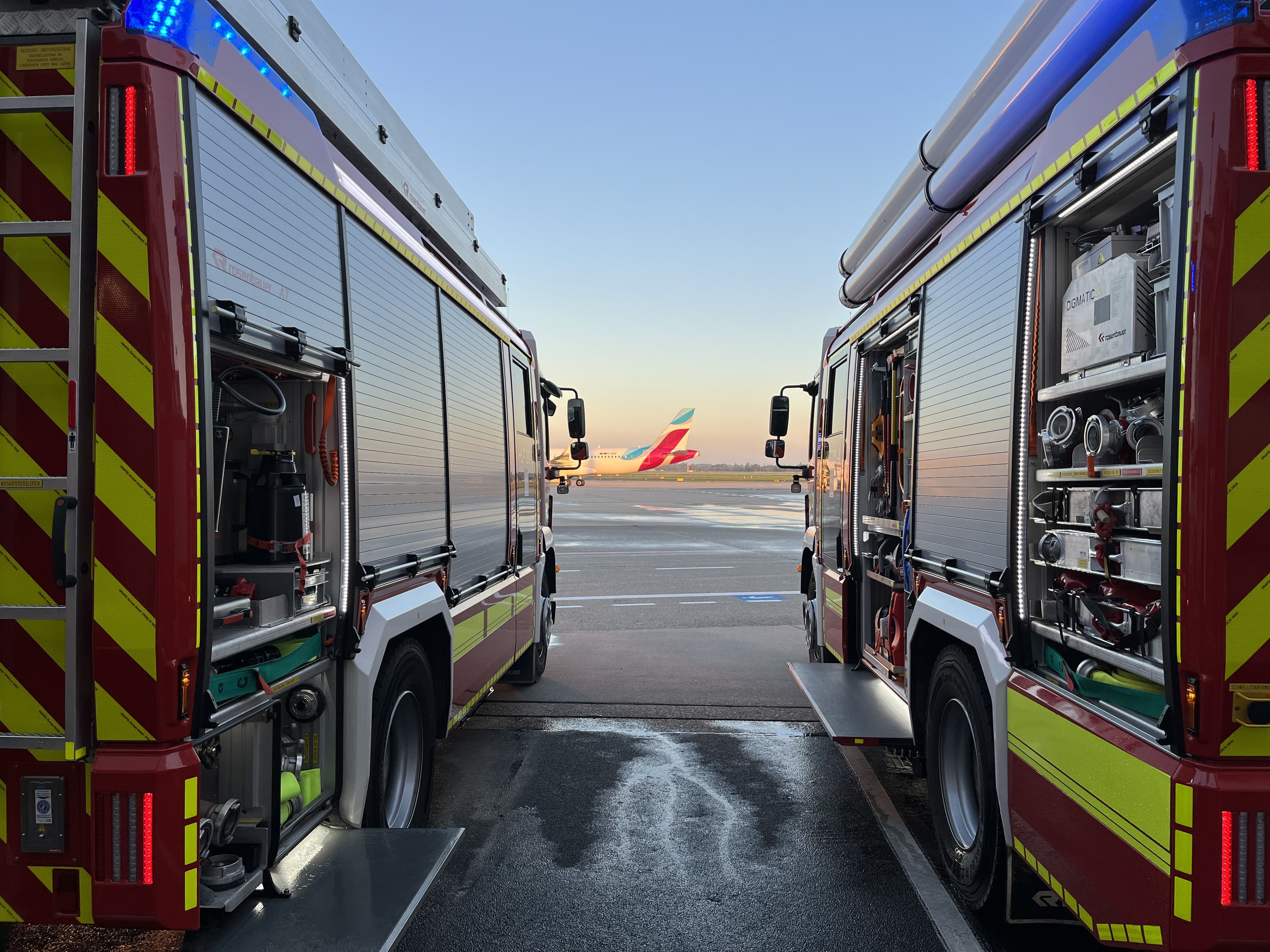
Tägliche Überprüfung der Einsatzfahrzeuge

Der ICAO-Löschzug wird für einen Luftfahrzeug-Notfall vorgehalten. Bei einer solchen Lage muss der ICAO-Löschzug innerhalb von 3 Minuten nach Alarmierung jeden Punkt des Vor-/ und Rollfeldes vom Flughafen Düsseldorf erreichen und mindestens 50 % der geforderten Ausstoßrate sinnvoll aufgebracht haben.
Um diese Vorgabe der ICAO einzuhalten, ist der ICAO-Löschzug auf zwei Wachen (Wache Nord und Wache Süd) aufgeteilt.
Dieser besteht aus folgenden Fahrzeugen:
Wache Süd (Hauptwache)
- Einsatzleitwagen ELW 1-2 (Besatzung 1/1 Maschinist/C-Dienst)
- Flugfeldlöschfahrzeug 1 FLF-1(Besatzung 1/1 Maschinist/Truppführer)
- Flugfeldlöschfahrzeug 1 FLF-2 (Besatzung 1/1 Maschinist/Gruppenführer)
- Flugfeldlöschfahrzeug mit Gelenklöscharm 1 FLF-3[10] (Besatzung 1/1 Maschinist/Truppführer)
- Hilfeleistungslöschfahrzeug HLF-3 (Besatzung 1/1 Maschinist/Truppführer)
- Rettungstreppe RTF (Besatzung 1 Maschinist)

Wache Nord (Außenwache)
- Flugfeldlöschfahrzeug 2 FLF-1 (Besatzung 1/1 Maschinist/Truppführer)
- Flugfeldlöschfahrzeug 2 FLF-2 (Besatzung 1/1 Maschinist/Gruppenführer)
- Flugfeldlöschfahrzeug mit Gelenklöscharm  2 FLF-3[11] (Besatzung 1/1 Maschinist/Truppführer)

Des Weiteren werden zwei Flugfeldlöschfahrzeuge und ein HLF als Reserve vorgehalten.
Durch die taktischen Möglichkeiten eines Flugfeldlöschfahrzeuges kann es auch für besondere Einsätze (z. B. Waldbrand), wo viel Wasser gebraucht wird, genutzt werden.

### Sonderfahrzeuge
Für spezielle Einsatzlagen hat die Flughafenfeuerwehr einige Sonderfahrzeuge. Egal ob bei Öl-/ Kerosinaustritt, Chemikalien oder Großschadenslagen gibt es verschiedene Komponenten, wo die Flughafenfeuerwehr zurückgreifen kann.
- Gerätewagen Gefahrgut GW-G-1[12]
- Gerätewagen Öl/Umwelt GW-Öl-1[13]
- Kleineinsatzfahrzeug KEF-1[14]

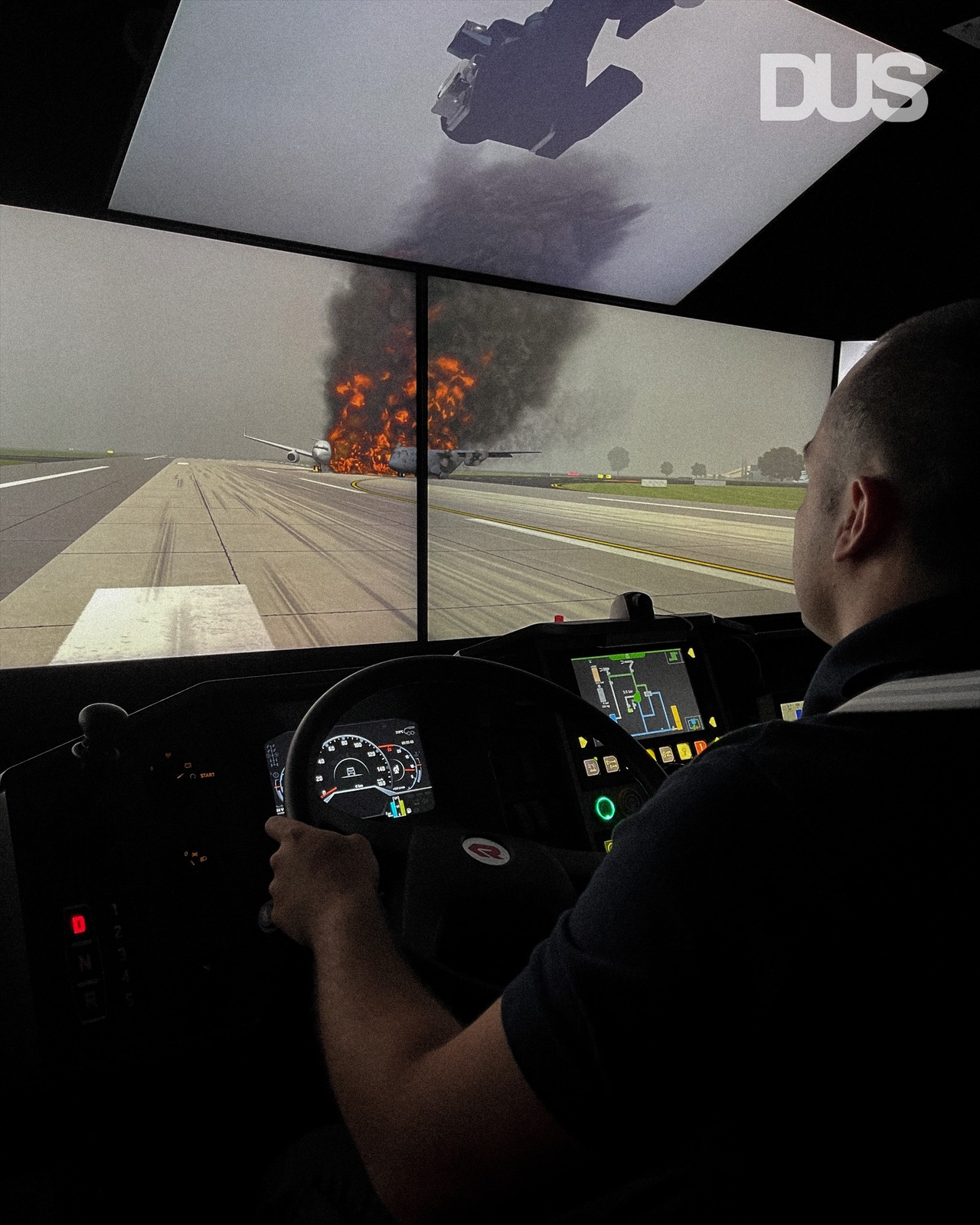
Flugfeldlöschfahrzeug (FLF) Taktiksimulator

- 2 Wechselladerfahrzeuge WLF-1 und WLF-2
- Gabelstapler 2to.
- 5 Abrollbehälter
  - Atemschutz (AB-Atemschutz)
  - Technische Einsatzleitung (AB-TEL)
  - MANV (AB-MANV)
  - Rüst (AB-Rüst)
  - FLF Taktiksimulator

### Rettungsdienst
Die Flughafenfeuerwehr hat 2 Rettungswagen RTW-2 und RTW-4 im 24 Std. Dienst besetzt. Diese sind im Wachalltag mit integriert. Außerdem hält die Flughafenfeuerwehr 2 Rettungswagen RTW-1 und RTW-3 als Reserve vor, die bei besonderen Lagen (Großschadenslage oder Sonderveranstaltungen) auch besetzt werden können.

### Übungsmöglichkeiten Flugzeugbrandbekämpfung

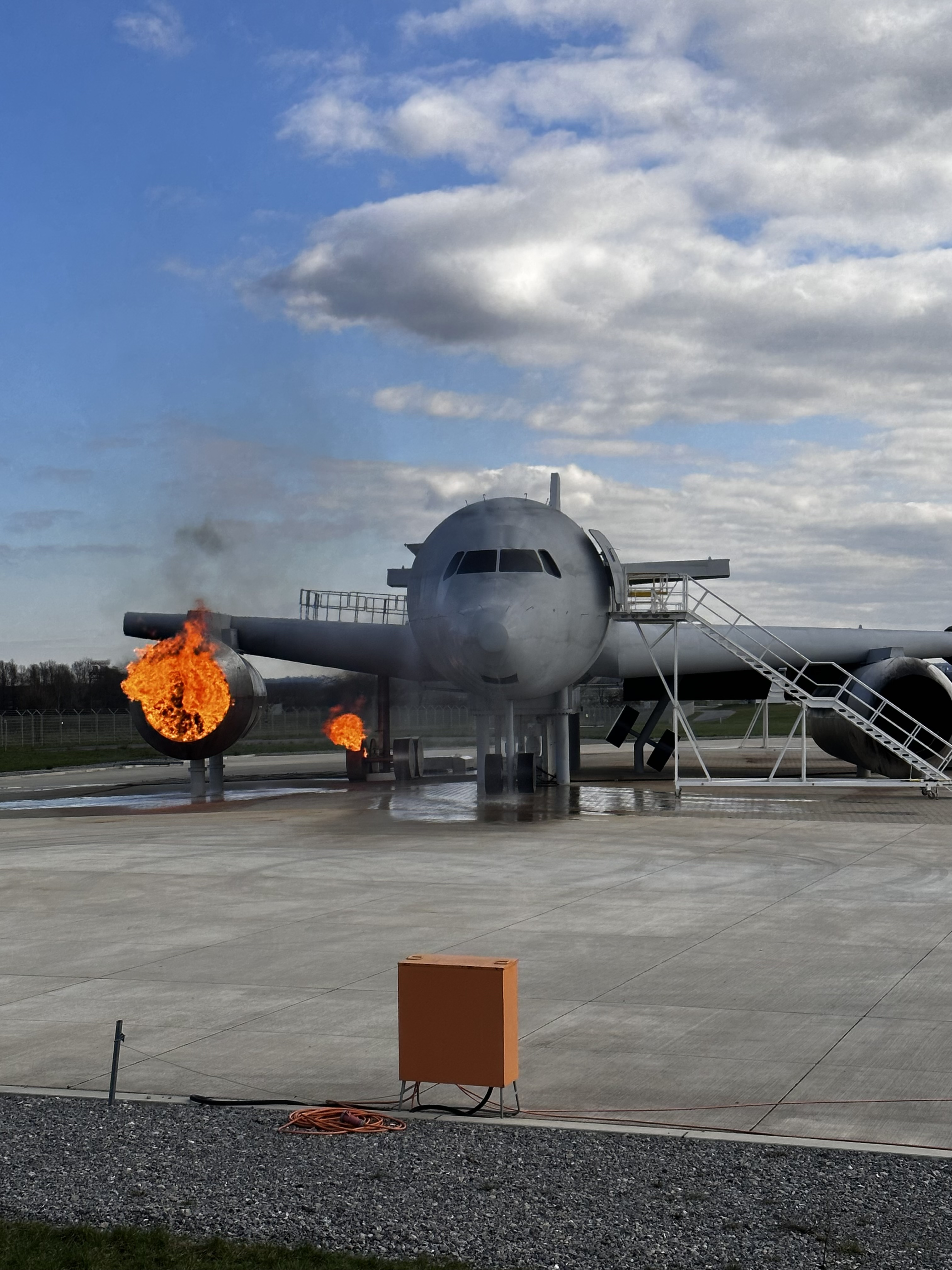
Brandsimulationsanlage Flughafen Düsseldorf (Airbus A350 Nachbau)

Um auch im Ernstfall gut aufgestellt zu sein, übt die Flughafenfeuerwehr regelmäßig die Flugzeugbrandbekämpfung.
Seit März 2023 hat die Flughafenfeuerwehr die Möglichkeit an einer Brandsimulationsanlage (BSA) auf dem Flughafengelände reale Brandbekämpfungen an Flugzeugen zu üben. Dieser Simulator ist einem Airbus A350 nachgebaut worden und hat mehrere Brandszenarien, die man üben kann (z. B. Triebwerkbrand, Fahrwerkbrand oder Kabinenbrand).